# Larva campodeiforme

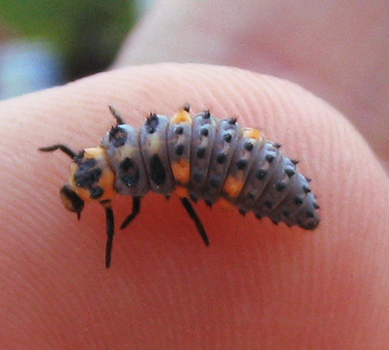
Larva di Coccinellide.

La larva campodeiforme o triungulino è uno stadio giovanile di insetti olometaboli la cui morfologia è caratterizzata da un corpo più o meno allungato, ben differenziato in capo, torace e addome, provvista di zampe ambulatorie o cursorie e dotata di vita autonoma. Rappresenta la forma più rappresentativa di larva oligopode.

## Morfologia

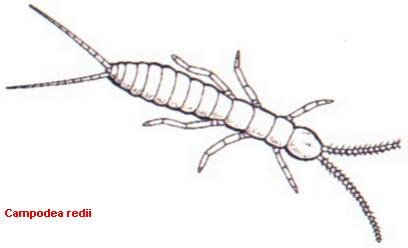
Adulto di Campodea, il "modello" che ha ispirato il nome delle larve campodeiformi.

Il termine campodeiforme fa riferimento alla spiccata somiglianza con gli Esapodi adulti del genere Campodea WESTWOOD, 1842 (Diplura: Campodeidae).
La morfologia delle larve campodeiformi denota una spiccata attitudine alla mobilità e alla vita autonoma. In apparenza possono infatti essere scambiate, dai profani, per insetti atteri. Il corpo è generalmente allungato e leggermente depresso in senso dorso-ventrale, ben differenziato in capo, torace e addome. Il tegumento è relativamente robusto, spesso recante tubercoli e processi di varia forma nella parte dorsale del torace e dell'addome.

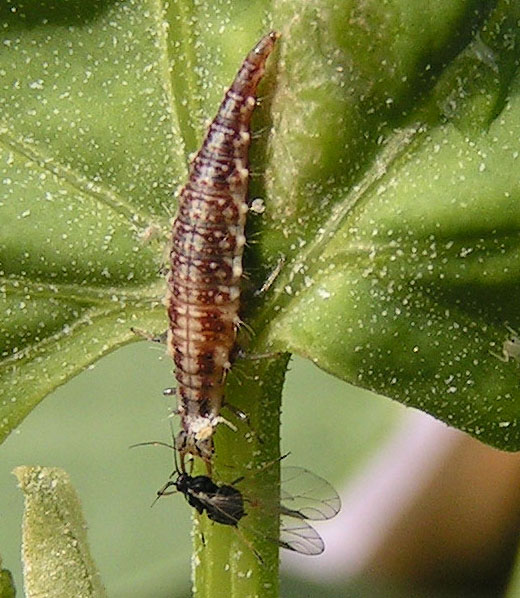
Larva di Crisopa.

Il capo è generalmente prognato o ipognato, provvisto di antenne e occhi composti rudimentali (stemmata) e con apparato boccale di tipo masticatore. In alcune forme l'apparato boccale è atipico per adattamenti morfofunzionali particolari: ad esempio le larve dei Neurotteri Planipenni e dei Coleotteri Ditiscidi hanno mandibole falciformi, adattate a perforare e succhiare l'alimento in forma liquida, per quanto l'apparato boccale mantenga fondamentalmente la morfologia del tipo masticatore.
Il torace è relativamente largo, senza differenziazioni particolari fra i tre segmenti, che mostrano uno sviluppo omogeneo. Le zampe sono presenti in numero di tre paia, un paio per ogni segmento toracico, ben sviluppate e adattate per la normale deambulazione o la corsa (zampe ambulatorie o cursorie).
L'addome, generalmente allungato e di forma depressa o cilindrica, costituisce nel complesso un'armonica continuazione del torace, dal quale si differenzia nettamente per l'assenza delle zampe o di pseudozampe. L'ultimo urite porta spesso due appendici simmetriche, più o meno allungate, dette pigopodi, dotate di funzioni differenti secondo il raggruppamento sistematico.

## Abitudini

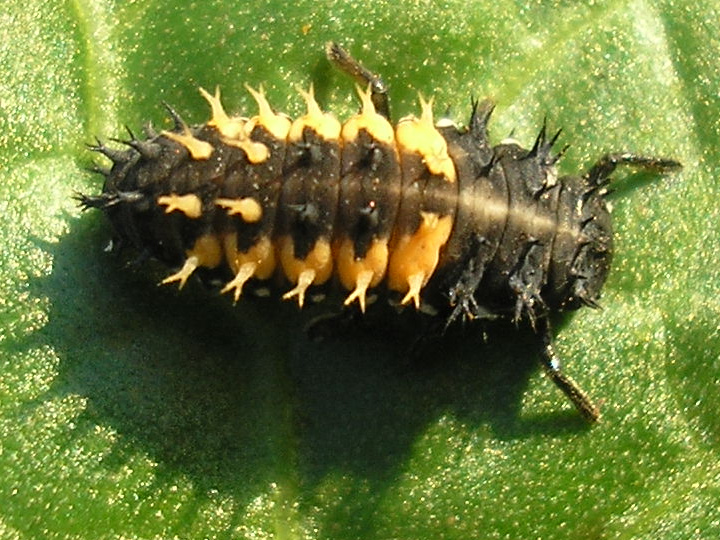
Processi dorsali del tegumento di Harmonia axyridis.

La larva campodeiforme è spesso associata alla predazione. L'apparato boccale masticatore, con mandibole sottili, le zampe ben sviluppate e agili e l'intensa attività di movimento sono nel complesso elementi morfofunzionali adatti ad un organismo che deve muoversi nell'ambiente, talvolta su substrati accidentati, come la superficie del terreno, alla ricerca di prede da aggredire. Questa forma è tuttavia adatta anche a specie onnivore che vivono fondamentalmente sulla superficie del terreno nutrendosi di detriti vari oppure a specie fitofaghe che vivono sulla superficie dei vegetali, nutrendosi in genere a spese delle foglie.
Fra i comportamenti associati alle larve campodeiformi si cita la spiccata agilità nei movimenti in molte specie, paragonabile a quella delle Formiche e dei Coleotteri terricoli. Frequente è il ricorso al mimetismo: la maggior parte delle larve campodeiformi ha infatti colorazioni neutre e poco appariscenti, adatte a confondersi con il substrato. Non mancano forme di mascheramento singolari, come il ricoprire il dorso con spoglie delle proprie vittime oppure con emissioni cerose. Quest'ultimo comportamento si riscontra in alcune larve di Coccinellidi predatrici di Rincoti Omotteri (Aleyrodidae e Coccoidea), capaci di confondersi fra le proprie vittime grazie alla copertura cerosa.

## Sistematica
Le larve campodeiformi sono presenti in diversi ordini, in particolare sono il tipo rappresentativo nei Neurotteri e nei Tricotteri e in molte famiglie di Coleotteri (Ditiscidi, Coccinellidi, Stafilinidi, Carabidi, ecc.). Di tipo campodeiforme sono fondamentalmente anche quelle del primo stadio larvale di insetti ipermetaboli parassitoidi, che si annoverano fra gli Strepsitteri e vari Imenotteri Terebranti: in questa fase la larva deve avere la mobilità necessaria per raggiungere l'ospite e poter insediarsi.